# I.R.S. Records
I.R.S. (International Record Syndicate) Records was een platenlabel dat in 1979 werd opgericht in de Verenigde Staten door Miles Copeland III, samen met Jay Boberg en Carl Grasso. Copeland was ook de manager van onder andere Wishbone Ash, The Police (waarin zijn broer Stewart drumde), en later, Sting.
I.R.S. was een zusterlabel van Copelands Britse label Illegal Records.
I.R.S. albums werden tot 1985 gedistribueerd door A&M Records, door MCA Records tot 1990, en uiteindelijk door EMI (dat het label in 1994 kocht) totdat het label in 1996 ophield te bestaan.

## Artiesten
Artiesten die albums uitbrachten op I.R.S. waren onder andere R.E.M., The Animals, Wishbone Ash, Marillion (alleen in VS & Canada), Henry Badowski, Nuclear Assault, The Cramps, The Go-Go's, Doctor and the Medics, Squeeze, Over the Rhine, Buzzcocks, The Bangles, The Alarm, Gary Numan, John Cale, Belinda Carlisle, Camper Van Beethoven, Dread Zeppelin, Fine Young Cannibals, Black Sabbath en Concrete Blonde. 
Een instrumentale imprint, I.R.S. No Speak, bracht albums uit van Wishbone Ash, Stewart Copeland, en William Orbit. I.R.S. produceerde ook een film, Shakes the Clown. Ook bracht I.R.S. de soundtrack van de film Eraserhead uit.